# Розподіл Беніні
У імовірності, статистиці, економіці та актуарній науці розподіл Беніні — це неперервний розподіл ймовірності, який є статистичним розподілом розмірів, і який часто застосовується для моделювання доходів, серйозності претензій або втрат в актуарних програмах та інших економічних даних. Його поведінка хвоста спадає швидше, ніж степеневий закон, але повільніше за експоненційний. Цей розподіл був запропонований Родольфо Беніні у 1905 році. Трохи пізніше за оригінальну роботу Беніні, розподіл був незалежно виявлений або описаний кількома авторами.

## Розподіл
Розподіл Беніні {\displaystyle \mathrm {Benini} (\alpha ,\beta ,\sigma )} це трипараметричний розподіл, що має функцію розподілу
{\displaystyle F(x)=1-\exp\{-\alpha (\log x-\log \sigma )-\beta (\log x-\log \sigma )^{2}\}=1-\left({\frac {x}{\sigma }}\right)^{-\alpha -\beta \log {\left({\frac {x}{\sigma }}\right)}}}
де {\displaystyle x\geq \sigma }, параметри форми α, β > 0, а σ > 0 - параметр масштабу. Для простоти Беніні аналізував лише двопараметральну модель (з α = 0), де функція розподілу задається
{\displaystyle F(x)=1-\exp\{-\beta (\log x-\log \sigma )^{2}\}=1-\left({\frac {x}{\sigma }}\right)^{-\beta (\log x-\log \sigma )}.}
Густина двопараметричної моделі Беніні записується
{\displaystyle f(x)={\frac {2\beta }{x}}\exp \left\{-\beta \left[\log \left({\frac {x}{\sigma }}\right)\right]^{2}\right\}\cdot \log \left({\frac {x}{\sigma }}\right),\qquad x\geq \sigma >0.}

## Моделювання
Двопараметричну випадкову змінну Беніні можна бути згенерувати методом перетворення зворотної ймовірності. Для моделі з двома параметрами квантильна функція (обернена до функції розподілу) записується
{\displaystyle F^{-1}(u)=\sigma \exp {\sqrt {-{\frac {1}{\beta }}\log(1-u)}},\quad 0<u<1.}

## Пов'язані розподіли
- Якщо {\displaystyle X\sim \mathrm {Benini} (\alpha ,0,\sigma )\,}, то X має розподіл Парето з {\displaystyle x_{\mathrm {m} }=\sigma }
- Якщо {\displaystyle X\sim \mathrm {Benini} (0,{\tfrac {1}{2\sigma ^{2}}},1),} тоді {\displaystyle X\sim e^{U}} де {\displaystyle U\sim \mathrm {Rayleigh} (\sigma )}

## Програмне забезпечення
Густина (двопараметричного) розподілу Беніні, функція розподілу, квантилі і генератор випадкових чисел реалізовано в пакеті VGAM для R, в цьому ж пакеті є можливість знайти параметр форми методом максимальної правдоподібності параметра.

## Ланки
- Benini Distribution [Архівовано 20 березня 2014 у Wayback Machine.] at Wolfram Mathematica (definition and plots of pdf) (англ.)